# جرمین گراندیسون
جرمین گراندیسون (انگلیسی: Jermaine Grandison؛ زادهٔ ۵ دسامبر ۱۹۹۰) بازیکن فوتبال اهل بریتانیا است.
از باشگاه‌هایی که در آن بازی کرده‌است می‌توان به باشگاه فوتبال کاونتری سیتی، باشگاه فوتبال ترانمره راورز، و باشگاه فوتبال شروزبری تاون اشاره کرد.